# Obras para piano de Ludwig van Beethoven

Variaciones de la Heroica de Beethoven, op. 35.

Las obras para piano de Ludwig van Beethoven tienen una importancia trascendental en la literatura pianística. Beethoven fue un pianista destacado, ya fuera interpretando muchas de sus obras él mismo o escribiéndolas para que sus alumnos. Este artículo enumera las obras para piano solo y las obras para piano con orquesta.

## Sonatas para piano
Dejando aparte las tres primeras sonatas de Bonn, que no forman parte del canon, Ludwig van Beethoven escribió un total de 32 sonatas para piano. Se encuentran entre las obras más importantes de la literatura pianística. Según la famosa valoración clásica de Hans von Bülow, también se las conoce como el "Nuevo Testamento" de la literatura pianística; considerando que el "Antiguo Testamento" de la literatura pianística es El clave bien temperado de Bach.

### Primer grupo: números 1 a 11 (Opus 2 - Opus 22)
Tres sonatas para piano Op. 2 (1795)
Las sonatas están dedicadas a Joseph Haydn.
Sonata para piano n.° 1 en fa menor Op. 2 n.° 1
1. Alegro
2. Adagio
3. Menuetto/Trío: Allegretto
4. Prestissimo

A veces se la conoce como la pequeña Appassionata. Sin embargo, las similitudes se limitan en gran medida a la clave idéntica. Un rasgo típico de la música de Beethoven se hace evidente en el primer movimiento con un motivo rítmico (una negra con puntillo seguida de un tresillo de semicorchea) que recorre todo el movimiento. Las acentuaciones claras y las repentinas fluctuaciones dinámicas también son características de la música de Beethoven. Beethoven dedicó esta sonata a Joseph Haydn, su maestro en Viena en ese momento, aunque tenía poco aprecio por sus consejos y consideraba anticuado su estilo.
Esta sonatatodavía corresponde en gran medida al modelo de Mozart en su ejecución (forma de sonata clásica, procesamiento de los temas).
Sonata para piano n.º 2 en la mayor, Op. 2 n.º 2
1. Allegro vivace
2. Largo apasionato
3. Scherzo/Minore: Allegretto
4. Rondó: Grazioso

Sonata para piano n.° 3 en do mayor Op. 2 n.° 3
1. Allegro con brio
2. Adagio
3. Scherzo/Trío: Allegro
4. Allegro asai

Esta sonata n.º 3 supera a las otras dos en alcance. El primer movimiento recuerda a un concierto para piano: contiene dos cadencias, lo que subraya el carácter virtuoso de la obra.
Sonata para piano n.º 4 en mi bemol mayor, Op. 7 (1796)
Dedicada a la condesa Babette von Keglevics.
1. Allegro molto e con brio
2. Largo, con gran espresione
3. Allegro
4. Rondó: Poco allegretto e grazioso

Fue llamada la Grande Sonata de Beethoven. De hecho, no supera necesariamente a sus predecesoras en longitud, pero sí en fuerza interior. Los contemporáneos la llamaban La enamorada. En el momento en que Beethoven la estaba componiendo, estaba entusiasmado con su alumna, la condesa Babette von Keglevics, a quien está dedicada la obra.
Tres sonatas para piano Op. 10 (1798)
Las sonatas están dedicadas a la condesa Anna Margarete von Browne.
Sonata para piano n.º 5 en do menor, Op. 10 n.º 1
1. Allegro molto e con brío
2. Adagio molto
3. Finale: Prestissimo

Sonata para piano n.° 6 en fa mayor Op. 10 n.° 2
1. Allegro
2. Allegretto
3. Presto

Sonata para piano n.º 7 en re mayor, Op. 10 n.º 3
1. Presto
2. Largo e mesto
3. Menuetto/Trío: Allegro
4. Rondó: Allegro

Sonata para piano n.º 8 en do menor, Op. 13 (Patética) (1799)
Dedicada al príncipe y mecenas del compositor Karl von Lichnowsky.
1. Grave – Allegro di molto e con brio
2. Adagio cantabile
3. Rondo: Allegro

Dos sonatas para piano Op. 14 (1799)
Sonata para piano n.º 9 en mi mayor, Op. 14 n.º 1
Dedicada a la baronesa Josefa von Braun.
1. Allegro
2. Allegretto
3. Rondó: Allegro comodo

Sonata para piano n.º 10 en sol mayor, Op. 14 n.º 2
Dedicada a la condesa Anna Margarete von Browne.
1. Alegro
2. Andante
3. Scherzo: Allegro Assai

Sonata para piano n.º 11 en si bemol mayor, Op. 22 (1800)
Dedicada al conde Johann Georg von Browne-Camus.
1. Allegro con brio
2. Adagio con molta espressione
3. Minuetto
4. Rondo: Allegretto

### Segundo grupo: números 12 a 27 (Opus 26 - Opus 90)
Sonata para piano n.° 12 en la bemol mayor, Op. 26 (1801)
Dedicada al príncipe Carl von Lichnowsky, esta sonata anuncia el inicio de una nueva fase en el arte pianístico de Beethoven.
1. Andante con variazioni
2. Scherzo/Trío: Allegro molto
3. Marcia funebre sulla morte d'un eroe
4. Alegro

Dos sonatas para piano Op. 27 (1801)
Ambas reciben el sobrenombre de Sonata quasi una fantasia. La segunda es más popular bajo el nombre de "Sonata claro de luna".
Sonata para piano n.º 13 en mi bemol mayor, Op. 27 n.º 1
Dedicado a la princesa Josefina de Liechtenstein.
1. Andante - Allegro
2. Allegro molto e vivace
3. Adagio con espressione
4. Allegro vivace

Sonata para piano n.° 14 en do sostenido menor Op. 27 n.° 2 (Sonata claro de luna)
Dedicada a la condesa Giulietta Guicciardi.
1. Adagio sostenido
2. Alegro
3. Presto agitato

Sonata para piano n.º 15 en re mayor, Op. 28 (Pastoral)
Dedicada a Joseph Edlem von Sonnenfels.
1. Allegro
2. Andante
3. Scherzo/Trío: Allegro vivace
4. Rondó: Allegro ma non troppo

Tres sonatas para piano Op. 31 (1801–1802)
La afirmación de Beethoven tras completar la Sonata Op. 28: "No estoy satisfecho con mi obra anterior, de ahora en adelante quiero tomar un camino diferente", se aplica a estas tres obras en particular a la sonata en re menor, que Recibe el nombre de "La Tempestad" . Las tres sonatas se publicaron entre 1803 y 1805.
Sonata para piano n.° 16 en sol mayor Op. 31 n.° 1
1. Allegro vivace
2. Adagio grazioso
3. Rondó. Alegretto

Sonata para piano n.° 17 en re menor Op. 31 n.° 2 (La tempestad)
1. Largo - Allegro
2. Adagio
3. Alegretto

Sonata para piano n.° 18 en mi bemol mayor, Op. 31 n.° 3 (La caza)
1. Allegro
2. Scherzo: Allegretto vivace
3. Menuetto/Trío: moderado e grazioso
4. Presto con fuoco

Dos sonatas para piano Op. 49 (1795)
Estas sonatas son obras fáciles destinadas a estudiantes de piano.
Sonata para piano n.º 19 en sol menor Op. 49 n.º 1
1. Andante
2. Rondó: Allegro

Sonata para piano n.º 20 en sol mayor, Op. 49 n.º 2
1. Allegro, ma non troppo
2. Tiempo di Menuetto

Sonata para piano n.º 21 en do mayor, Op. 53 (Waldstein) (1803)
Dedicada al conde Ferdinand von Waldstein, uno de los mecenas del compositor.
1. Allegro con brio
2. Introduzione: Adagio molto
3. Rondo: Allegretto moderato – Prestissimo

Sonata para piano n.º 22 en fa mayor, Op. 54 (1804)
1. In Tempo d’un Menuetto
2. Allegretto

Sonata para piano n.° 23 en fa menor, Op. 57 (Appassionata) (1804)
Esta sonata, considerada una de las principales obras del arte pianístico de Beethoven, está dedicada al conde Franz von Brunsvik.
1. Allegro assai
2. Andante con moto
3. Allegro ma non troppo – Presto

Sonata para piano n.º 24 en fa sostenido mayor, Op. 78 (1809)
Dedicada a la Condesa Therese von Brunsvik, considerada la destinataria de la carta A la amada inmortal del compositor.
1. Adagio cantabile - Allegro ma non troppo
2. Allegro vivace

Sonata para piano n.º 25 en sol mayor, Op. 79 (1809)
1. Presto alla tedesca
2. Andante
3. Vivace

Sonata para piano n.º 26 en mi bemol mayor Op. 81a (Los adioses) (1809)
1. "La despedida": Adagio - Allegro
2. "La Ausencia": Andante espressivo
3. "El reencuentro": Vivacissimamente

Beethoven dedicó esta sonata para piano a su alumno el archiduque Rodolfo.
Sonata para piano n.º 27 en mi menor, Op. 90 (1814)
Esta sonata, dedicada al conde Moritz von Lichnowsky, representa la conclusión del segundo período creativo de Beethoven, aunque a veces se la incluye en el último grupo de sonatas.
1. Con vivacidad y con sentimiento y expresión.
2. No demasiado rápido y muy cantabile.

### Las sonatas para piano tardías: núms. 28–32 (Opus 101 - Opus 111)
Sonata para piano n.º 28 en la mayor, Op. 101 (1816)
Esta "Pequeña Sonata para fortepiano" está dedicada a la baronesa Dorothea von Ertmann.
1. Algo vivaz y con el sentimiento más íntimo (Allegretto, ma non troppo)
2. Dinámico. Como una marcha (Vivace alla marcia)
3. Lento y anhelante (Adagio, ma non troppo, con affetto)
4. Rápido, pero no demasiado, y con determinación (Allegro)

Sonata para piano n.° 29 en si bemol mayor, Op. 106 (Gran Sonata Hammerklavier) (1818)
Beethoven dedicó esta obra, su sonata para piano más larga, al archiduque Rodolfo.
1. Allegro
2. Scherzo: Assai vivace
3. Adagio sostenuto. Appassionato e con molto sentimento
4. Largo – Allegro risoluto

Sonata para piano n.º 30 en mi mayor, Op. 109 (1821)
La sonata está dedicada a su amiga Maximiliane Brentano.
1. Vivace, ma non troppo - Adagio espressivo
2. Prestissimo
3. Lleno de lirismo, con el sentimiento más profundo (Andante molto cantabile ed espressivo)

Sonata para piano n.° 31 en la bemol mayor, Op. 110 (1822)
1. Moderato cantabile, molto espressivo
2. Allegro molto
3. Adagio, ma non troppo; Fuga: Allegro, ma non troppo

Sonata para piano n.º 32 en do menor, Op. 111 (1822)
La última sonata para piano de Beethoven está dedicada también al archiduque Rodolfo.
1. Maestoso - Allegro con brio ed appassionato
2. Arietta: Adagio molto, simple y cantabile

## Variaciones para piano solo
Beethoven escribió numerosos ciclos de variaciones, que incluyen:
- Seis variaciones de una canción suiza
- Variaciones Heroica: 15 variaciones y fuga sobre un tema propio en mi bemol mayor Op. 35 (1802)
- 32 variaciones sobre un tema original en do menor WoO 80 (1806)
- Variaciones Diabelli: 33 variaciones sobre un vals de Diabelli en do mayor Op. 120 (1819–1823)

## Fantasía, rondos, bagatelas...
- Fantasía Op. 77 en sol menor (1809)
- 2 Rondós Op. 51 (1796–1800)
- Alla Ingharese quasi un Capriccio en sol mayor, Op. 129 (La ira por el centavo perdido) (1795-1798)
- 7 Bagatelas Op. 33 (1802)
- 11 Bagatelas Op. 119 (1820–1822)
- 6 Bagatelas Op. 126 (1823-1824)
- Para Elisa WoO 59 (1810)
- Andante favorito en fa mayor WoO 57 (1803)
- Polonesa en do mayor Op. 89 (1814)

## Conciertos para piano
Beethoven también escribió cinco conciertos para piano con números de opus y una fantasía para piano, coro y orquesta.
Concierto para piano n.º 1 en do mayor, Op. 15 (1795–1801)
1. Allegro con brio
2. Largo
3. Rondó: Allegro

Concierto para piano n.º 2 en si bemol mayor, Op. 19 (1788–1801)
1. Allegro con brio
2. Adagio
3. Rondó: Molto allegro

Concierto para piano n.º 3 en do menor, Op. 37 (1800–1803)
1. Allegro con brio
2. Largo
3. Rondó: Allegro

El Concierto para piano n.º 3 ocupa un lugar especial entre los cinco conciertos para piano de Beethoven: es el único concierto en tonalidad menor y se caracteriza por su unidad estilística. A esto se suma la proximidad con el Concierto n.º 24 KV 491 de Mozart, que en términos de tema, forma y atmósfera constituyó un punto de partida decisivo para Beethoven.
Concierto para piano n.º 4 en sol mayor, Op. 58 (1804–1807)
1. Allegro moderado
2. Andante con moto
3. Rondó: Vivace

Concierto para piano n.º 5 en mi bemol mayor Op. 73 (Emperador) (1809)
1. Alegro
2. Adagio un poco mosso
3. Rondó: Allegro

Concierto para piano en re mayor, Op. 61a (1808) (Transcripción del Concierto para violín, Op. 61)
1. Allegro ma non troppo
2. Larghetto
3. Rondo: Allegro

Concierto para piano WoO 4 en mi bemol mayor (1784)
1. Allegro moderato
2. Larghetto
3. Rondo: Allegretto

Fantasía coral (para piano, coro y orquesta) en do menor Op. 80 (1809)
1. Adagio
2. Finale: Allegro
3. Allegretto, ma non troppo